# Didymodon cordatus
Didymodon cordatus (Herzblättriges Doppelzahnmoos) ist eine Laubmoos-Art aus der Familie Pottiaceae. Ein häufiges Synonym ist Barbula cordata (Jur.) Braithw.

## Merkmale
Das Moos bildet lockere, leicht zerfallende, braungrüne bis schmutziggrüne Rasen. Die wenig verzweigten Stämmchen sind bis etwa 3 Zentimeter groß. Die Blätter sind trocken anliegend und etwas gedreht, feucht abstehend bis aufrecht abstehend. Sie sind aus breit eiförmiger Basis kurz zugespitzt, hohl. Die Ränder sind auf der gesamten Länge breit zurückgerollt. Die auffallend breite Blattrippe mit kurzen hexagonalen Zellen auf der Oberseite tritt meist als kurze Stachelspitze aus.
Die mehr oder weniger dickwandigen Blattzellen sind am Grund kurz rechteckig bis quadratisch, nicht hyalin, im oberen Teil des Blattes rundlich quadratisch und 6 bis 9 Mikrometer groß.
Sporophyten sind unbekannt. Die vegetative Vermehrung erfolgt durch rundliche, mehrzellige, braune Brutkörper, diese werden in großer Anzahl in den Blattachseln gebildet.

## Standortansprüche
Didymodon cordatus wächst an trocken-warmen, kalkreichen Standorten, häufig auf Mauerkronen und -fugen, an Felsbänken, weiters an sonnigen Lößwänden von Hohlwänden oder Böschungen.

## Verbreitung
Das Moos ist ein wärmeliebendes, submediterranes Florenelement und ist in Europa besonders im südlichen und mittleren Teil verbreitet, tritt nur sehr zerstreut auf und fehlt gebietsweise. In Nordeuropa fehlt es gänzlich. Weitere Vorkommen gibt es in Südwest- und Nordostasien.